# Národní stadion (Bukurešť)
Národní stadion je fotbalový stadion v Bukurešti. Otevřen byl v roce 2011 a pojme 55 634 diváků. Své zápasy zde hraje rumunská fotbalová reprezentace a kluby FC Steaua București a FC Dinamo București.